# Тиваида
Вижте пояснителната страница за други значения на Тиваида.
Тиваи́да (на гръцки: Θηβαΐδα Thēbaida, Θηβαΐς Thēbais) е старинно название на историко-географска област в Горен Египет; терминът произлиза от гръцкото название на старата египетска столица Тива.

## История
По време на управлението на Птолемеите, Тиваида е отделен административен район, с център Тива, начело с управител-стратег, в задължението на когото било да следи за корабоплаването в Червено море.
По време на Римската империя император Диоклетиан превръща Тиваида в римска провинция, която се охранява от два римски легиона – Legio I Maximiana и Legio II Flavia Constantia. Впоследствие Тиваида е разделена на две провинции – Горна и Долна Тиваида.
Названието Тиваида е често споменавано и в раннохристиянските предания, като люлка на първите монаси и отшелници.